# Guzowatka (województwo kujawsko-pomorskie)
Guzowatka – kolonia w Polsce, w województwie kujawsko-pomorskim, w powiecie lipnowskim, w gminie Skępe.
Do 2023 miejscowość była kolonią wsi Czermno.
W latach 1975–1998 kolonia administracyjnie należała do województwa włocławskiego.